# Brancus
Brancus segons diu Titus Livi, era un rei del poble gal dels al·lòbroges. El seu germà petit, probablement favorable a Roma, enfrontat contra ell amb un exèrcit, li va prendre el tron, en una disputa que va tenir lloc quan Hanníbal començava a creuar els Alps l'any 218 aC.
El cartaginès el va restaurar com a rei, i Brancus li va subministrar blat, abundant al seu territori, roba d'abric i calçat per a les tropes, i va protegir la seva rereguarda amb els al·lòbroges fins que va arribar al pas on podia creuar els Alps.